# 1996 في الدنمارك
فيما يلي قوائم الأحداث التي وقعت خلال عام 1996 في الدنمارك.

## سياسة

### تعيين في المنصب
- 30 ديسمبر – فرانك جنسن وزير العدل [الإنجليزية]‏.

## مواليد

### يناير
- 1 يناير – ميت ترانبورج لاعبة كرة يد دنماركية.

### أبريل
- 10 أبريل – أندرياس كريستنسن لاعب كرة قدم دنماركي.

### مايو
- 24 مايو – أمالي ديديريكسن درّاجة طريق دنماركية.

### سبتمبر
- 1 سبتمبر – ألثيا راينهارت لاعبة كرة يد دنماركية.

## وفيات

### سبتمبر
- 15 سبتمبر – إرلينغ نيلسن (مواليد 1935) لاعب كرة قدم دنماركي.